# Смит, Уилбур
Уи́лбур Э́ддисон Смит (англ. Wilbur Addison Smith; 9 января 1933 года, Брокен-Хилл, Северная Родезия — 13 ноября 2021 года, Кейптаун, ЮАР) — южноафриканский писатель, автор исторических и приключенческих романов.

## Биография
Смит родился 9 января 1933 года в местечке Брокен-Хилл (ныне Кабве) в Северной Родезии (ныне Замбия), в семье выходцев из Англии. Его назвали в честь Уилбура Райта, старшего из братьев Райт, совершивших первый полёт на аэроплане с двигателем внутреннего сгорания. В восемнадцатимесячном возрасте Уилбур заболел церебральной малярией, болезнь длилась 10 дней и доктор опасался, что если мальчик выживет, то неминуемо повреждение мозга. Но выздоровление было успешным. Уилбур окончил школу в Натале (ЮАР), затем, по настоянию отца, учился в университете Родса, который закончил в 1954 году со степенью бакалавра коммерции.
С 1964 года, после публикации его первого романа «Когда пируют львы», имевшего большой успех, становится профессиональным писателем. Главные герои романа — близнецы Шон (Sean Courtney) и Гаррик Кортни (Garrick Courtney). А их прообразом стал дед автора — Кортни Джеймс Смит (Courtney James Smith), ветеран Англо-зулусских войн. Семейство Кортни — потомки средневековых норманнов, укоренившихся в районе современного графства Девон.
Первые четыре романа Смита были запрещены в ЮАР за «предвзятость и непристойность». Левая же интеллигенция упрекает писателя в расизме. В действительности, Уилбур Смит, строго соблюдая верность тому, что Проспер Мериме именовал «местным колоритом», не идеализирует ни чёрную, ни белую расу. По сценариям Смита были сняты 10 фильмов. Его книги изданы на 26 языках, в 38 странах, тиражом более 110 миллионов экземпляров. Жил в Констанции, ЮАР и в Лондоне, много путешествовал.

## Семья
Уилбур Смит был четыре раза женат. Первый раз женился в августе 1964 на Джюелл Слабберт, но позже они развелись. Вторая жена Анна. От этого брака у него двое детей, сын Шоан и дочь Кристина. В феврале 1971 года женился на Дениэлле Антуанэтте Томас, с которой прожил до её смерти в декабре 1999 года от рака мозга. С мая 2000 года женат на Мохинисо Рахимовой из Таджикистана, которой посвящал все свои книги.
Смит скончался 13 ноября 2021 года в своем доме в Кейптауне.

## Фильмография
Сценарист фильмов:
| Год  | Фильм                                                                                      | Книга                                                         | Серия книг         | Режиссёр       |
| ---- | ------------------------------------------------------------------------------------------ | ------------------------------------------------------------- | ------------------ | -------------- |
| 1968 | Заход солнца / Темнота солнца (англ. Dark of the Sun / The Mercenaries)                    | Наёмник / Обратная сторона солнца (англ. The Dark of the Sun) | —                  | Джек Кардифф   |
| 1972 | The Last Lion                                                                              | —                                                             | —                  | Эльмо Де Уитт  |
| 1974 | Золотая жила / Золото (англ. Gold)                                                         | Золотая шахта / Золото (англ. Gold Mine)                      | —                  | Питер Хант     |
| 1975 | The Kingfisher Caper                                                                       | Охотники за алмазами (англ. The Diamond Hunters)              | —                  | Дирк Девиллерс |
| 1976 | Крик дьявола / Закричи на дьявола / Позови дьявола (англ. Shout at the Devil)              | Крик дьявола                                                  | —                  | Питер Хант     |
| 1991 | Опалённый берег / Пылающее небо (англ. Mountain of Diamonds / Burning Shore) (мини-сериал) | Пылающий берег / Горящий берег (англ. The Burning Shore)      | Кортни 4           | Жанно Шварц    |
| 1993 | Жестокая справедливость (мини-сериал) (англ. Wild Justice / Covert Assassin / Dial)        | Свирепая справедливость (англ. Wild Justice)                  | —                  | Тони Уормби    |
| 1994 | Wild Justice                                                                               | Свирепая справедливость (англ. Wild Justice)                  | —                  | Пол Тёрнер     |
| 1999 | Седьмой свиток фараона (мини-сериал) (англ. The Seventh Scroll)                            | Божество реки и Седьмой свиток                                | Древний Египет 1,2 | Кевин Коннор   |
| 2001 | Охотники за алмазами (фр. Diamond Hunters) (мини-сериал)                                   | Охотники за алмазами (англ. The Diamond Hunters)              | —                  | Дэннис Берри   |